# Райс, Бойд
Бойд Блейк Райс (англ. Boyd Blake Rice; род. 1956, Лемон-Гров, Калифорния, США) — американский музыкант, оккультист, актёр, фотограф, писатель, один из первых исполнителей в стилях индастриал и нойз. Проживает в Денвере.

## Биография
В 12—13 лет Райс познакомился с оккультизмом. В конце 1960-х годов в США был своеобразный ренессанс — книги, журналы, лекции на эту тему в большом количестве. Кроме того, на мировоззрение повлияли сексуальная революция, война во Вьетнаме, убийство президента Кеннеди, транквилизаторы, наркотики, гангстеры. В 1970-х исключён из колледжа и начал заниматься музыкой. Бойд заказывал арт-журналы с работами молодых художников и таким образом вышел на Дженезиса. Примерно в 1974 году создал узнаваемый имидж — короткая стрижка и чёрная одежда.
Первая пластинка (так называемый «Чёрный Альбом») была выпущена в 1977 году в США тиражом 86 экземпляров (автор изначально хотел 75, но, по ошибке, напечатали 11 лишних) и представляла собой чистый шум. Прилагалась рекомендация прослушивать на 33, 45 и 78 оборотов в минуту, получая, таким образом, три пластинки сразу. На конверте была фотография Бойда, стоявшего над кучей из осколков его собственных пластинок. Вслед за этим Райс взял псевдоним NON и выпустил 7" диск с тремя замкнутыми дорожками (при желании можно было прослушивать этот шум бесконечно). Он взял электрогитару с вентилятором, насаженным на струну. В течение трех лет новых альбомов не выходит, однако Райс участвует в индустриальной сцене. Концерты заканчивались побоищами зрителей, исполнитель сидел в железной клетке, прожектора, вместо сцены, направляли свет в зал, а уровень шума делал представление крайне невыносимым. Начались эксперименты в области фашистской танцевальной музыки.
Затем Дэниэл Миллер, создавший фирму Mute Records, привлек Райса, в результате чего был записан совместный диск под названием «Чистота и Порядок». Ранние записи NON переизданы. Далее вышел альбом «Pagan Muzak». С приятелем Миллера, Fad Gadget (Фрэнк Тови), Бойд выпустил пластинку «Лёгкая музыка для немного оглохших», где не используется ни одного музыкального инструмента.
Райс, вслед за Throbbing Gristle, поклоняется Чарльзу Мэнсону, чтобы написать о нём книгу и помочь с изданием альбомов, поскольку ни один лейбл не был готов за это взяться. В число уважаемых личностей попали также Майстер Экхарт, Савитри Деви, Габриэле д’Аннунцио, Влад III Цепеш, Хасан ибн Саббах, Нерон, Антон Лавей, Джек-потрошитель, Маркиз де Сад, герой с Грин-Ривер, Чингисхан, Диоклетиан, Король города Ис, аятолла Хомейни. Ненависть к толпе была свойственна Райсу, ещё когда он испытывал аудиторию электрогитарой с вентилятором.
В 1980-х годах Райс познакомился на кинофестивале с Антоном Лавеем и вошёл в Церковь Сатаны. После смерти Лавея дистанцировался от организации, а тем более от Питера Гилмора, к которому относится негативно. «Я редко когда-либо „думаю о сатанизме“, если не спросили об этом в интервью. Я думаю, что это в корне неверно, в некоторых из его основных принципов. Кстати, я сказал то же самое Лавею, когда он был ещё жив, и ему пришлось согласиться со мной. Он нашёл это весьма удручающим. Его точными словами были „Я создал монстра“».
В 1987 году выходит пластинка «Кровь и Пламя», оформленная со свастикообразной руной и Мировым Змеем, кусающим себе хвост; произведение длится 70 минут и представляет собой непрерывный белый шум. На обложке присутствуют различные цитаты, например, идеолога нацизма Альфреда Розенберга: «Предназначение нашей эпохи в том, чтобы разрушить современную культуру до самых вершин, сияющих в неприступной высоте». «Кровь и Пламя», как и всё музыкальное творчество Райса, можно понимать двояко. Во-первых, это террористический акт против слушателя, которого Бойд откровенно ненавидит. При этом большая часть материала подобрана случайно. С другой стороны, Райс задался единственной целью получать удовольствие. Весьма авторитарный характер в музыке NON наблюдался уже до того, как фронтмен стал пропагандировать фашистские идеи, он и так был правым радикалом.
Наряду с растущей критикой социально-дарвинистской философии, в конце 1980-х годов военные маршевые ритмы набирают всё больший оборот; важный альбом NON того времени — «Shadow Of The Sword» (1992), на котором содержатся преимущественно записи с концерта в Осаке 1989 года (издан впоследствии на DVD под названием «Total War»). Этот проект создан вместе с Дугласом Пирсом, Роуз Макдауэлл и Майклом Мойнихеном, открывается музыкой Бетховена, семплами из «Taxi Driver» и боевым кличем «alala» Д’Аннунцио, а также его приверженцев в городе Риека (Фиуме), которым он управлял после авантюрного захвата 15 месяцев в 1919—1920 годах. Трек «Total War» со своей фашистской сценической эстетикой, чем Райса вдохновили Освальд Мосли и Дэвид Боуи, задает под грохот барабанов знаменитый вопрос Геббельса («Хотите ли вы тотальной войны?»), вслед за ним Роуз Макдауэлл напевает под мелодию из «Тихой ночи».

Райс и Макдауэлл на альбоме «Seasons In The Sun»

В 1993 году Райс и Макдауэлл неожиданно выпустили альбом своего нового проекта «Spell» — «Seasons In The Sun», который представляет собой романтические популярные песни 1960-х, исполненные в нео-фолковой манере. Те, кому не нравился нойз, новую пластинку оценили по достоинству.
Со временем в его отношении сложились твёрдые стереотипы — «фашист», «сатанист», «мизантроп», «женоненавистник», однако сам Райс говорил, что между легендой и реальностью большая разница, поскольку сценический образ заставляет людей верить в то, что они видят.
В 2008 году активно обсуждалось его сходство с избранным Президентом России Дмитрием Медведевым. Но сообщения о выступлении на пост-инаугурационном банкете, прошедшем в Кремле для узкого круга лиц, — не более чем шутка. Однажды он заметил про ведущих политиков мира: «Это люди, которые не могут управиться с собственной жизнью».
22 октября 2012 года состоялся релиз студийного альбома «Back To Mono», после 10-летнего перерыва. Бойд сказал по этому поводу: «Я делал музыку, основанную на семплах, за 10 лет до того, как появились семплеры, когда все остальные использовали бас, гитару, клавишные и барабаны. Говорят, что я изобрел первый семплер. Возможно, так оно и было. В то время я называл его N.M.U. (устройство для манипуляции с шумом). Он позволял мне семплировать множество дорожек шума и делать из них рудиментарные ритмы. На протяжении многих лет это был мой главный инструмент, и его можно услышать на архивных записях конца 70-х на „Back to Mono“».
В 2012 году Райс впервые приехал в Россию и 3 ноября выступил с концертом в клубе «Plan B» в Москве, исполнив свой альбом «Back To Mono». Посетил Московский музей современного искусства и на экскурсии посмотрел произведения русских художников-авангардистов: Гончаровой, Ларионова, Малевича, Татлина, Филонова. «Это был первый раз, когда я любовался такими работами воочию. Правда я уже видел их в книгах об искусстве. Но там такие мелкие репродукции, невозможно оценить весь масштаб, яркость красок, сложность».
В 2019 году выпустил книгу про своего друга и наставника — «Последний завет Антона Шандора Лавея», признавшись, что скучает по нему и множеству чудесных вечеров, проведённых с ним.
Любимыми альбомами Райса являются: «The Stars We Are» Марка Алмонда, «The Best Of Reparata & The Delrons», «Priscilla Sings Herself» Присциллы Пэрис, «God Bless Tiny Tim», «Peggy Sings Her German Hits» Пегги Марч, «The Vogue Years» Франсуазы Арди, «Raw Power» Iggy & the Stooges, «The Golden Hits of Lesley Gore», «New York Dolls», «The World That Summer» Death in June. Он пояснил так: «Честно говоря, я не уделяю особого внимания современной музыке и тем группам, которых можно назвать моими потомками. И никогда не уделял: они просто не были мне интересны. Когда я делал нойз, самой популярной музыкой было диско. А мне не нравилось более или менее всё, поэтому я и стал делать то, что делаю до сих пор. В определенный момент я подумал: „Если мне не нравится вся музыка, которую я слышу, возможно, нужно сочинять самому“. Конечно, есть некоторые вещи, которые мне близки, но абсолютное большинство современных групп мне не нравится».
Не поддерживал президента США Барака Обаму, в равной степени нетерпим к республиканцам и демократам, считает, что идеального государства не существует. Популярную Айн Рэнд называет идеалисткой, идеи которой не имеют ничего общего ни с реальным миром, ни с истинной природой человека.

## Дискография
| Год  | Название альбома                                            | Название проекта                                              |
| ---- | ----------------------------------------------------------- | ------------------------------------------------------------- |
| 1977 | The Black Album (самостоятельно изданный LP)                | Boyd Rice                                                     |
| 1978 | Knife Ladder/Mode Of Infection (самостоятельно изданный 7") | NON                                                           |
| 1978 | Pagan Muzak (LP-7")                                         | NON                                                           |
| 1980 | Non + Smegma (сплит 7")                                     | NON + Smegma                                                  |
| 1981 | The Black Album (переиздание на Mute)                       | Boyd Rice                                                     |
| 1982 | Physical Evidence                                           | NON                                                           |
| 1982 | Rise (EP)                                                   | NON                                                           |
| 1984 | Easy Listening for the Hard of Hearing                      | Boyd Rice and Frank Tovey                                     |
| 1985 | Nightmare Culture                                           | Sickness Of Snakes (с Current 93)                             |
| 1985 | Sick Tour (бутлег)                                          | NON                                                           |
| 1987 | Blood and Flame                                             | NON                                                           |
| 1990 | Music Martinis and Misanthropy                              | Boyd Rice and Friends                                         |
| 1992 | Ragnarok Rune                                               | Boyd Rice                                                     |
| 1992 | In the Shadow of the Sword                                  | NON                                                           |
| 1993 | Big Red Balloon (сингл 12"/CD)                              | Spell (с Роуз Макдауэлл)                                      |
| 1993 | Seasons in the Sun                                          | Spell (с Роуз Макдауэлл)                                      |
| 1993 | I'm Just Like You (10")                                     | The Tards (с Адамом Парфрей)                                  |
| 1994 | The Monopoly Queen (7")                                     | The Monopoly Queen (с Мери Эллен Карвер и Combustible Edison) |
| 1995 | Might!                                                      | NON                                                           |
| 1995 | Hatesville                                                  | The Boyd Rice Experience                                      |
| 1995 | Easy Listening for Iron Youth (сборник «Best of NON»)       | NON                                                           |
| 1996 | Heaven Sent                                                 | Scorpion Wind (с Дугласом Пи и Джоном Мёрфи)                  |
| 1997 | God & Beast                                                 | NON                                                           |
| 1999 | Receive the Flame                                           | NON                                                           |
| 2000 | The Way I Feel                                              | Boyd Rice                                                     |
| 2001 | Wolf Pact                                                   | Boyd Rice and Fiends                                          |
| 2002 | Children of the Black Sun                                   | NON                                                           |
| 2004 | Terra Incognita: Selected Ambient Works, 1975 to Present    | Boyd Rice/Non                                                 |
| 2004 | Alarm Agents                                                | Death in June и Boyd Rice                                     |
| 2008 | Going Steady With Peggy Moffitt                             | Giddle & Boyd                                                 |
| 2008 | Untitled                                                    | Z’EV & Boyd Rice                                              |
| 2012 | Back To Mono                                                | NON                                                           |
| 2016 | Archival Rarities 1975—1981                                 | Boyd Rice / NON                                               |
| 2016 | Abyssus Abyssum Invocat [Defiance In Dallas]                | Boyd Rice / Awen                                              |
| 2017 | Blue Movie (7")                                             | Boyd Rice                                                     |
| 2018 | The Spoken Word Album                                       | Boyd Rice                                                     |
| 2020 | Blast Of Silence                                            | NON                                                           |